# ملا احمد نراقی
احمد بن محمد مهدی فاضل نراقی (زاده ۱۴ جمادی‌الثانی سال ۱۱۸۵ یا ۱۱۸۶ ه‍.ق مطابق با ۱۱۵۰ خورشیدی – درگذشته ۳۰ مهر ۱۲۰۸ خورشیدی در عهد سلطنت فتح علی شاه قاجار) دانشمند و مجتهد شیعه، نویسنده و شاعر سده ۱۲ خورشیدی بود.

## زندگی‌نامه
ملا احمد نراقی ۱۵ سال از ایّام نوجوانی و جوانی اش (حدود سال‌های ۱۱۹۰ تا ۱۲۰۵) را نزد پدرش تحصیل کرد که این دوران عمدهٔ تحصیلش است. پس از مدّت کوتاهی به خاطر هوش و استعداد سرشارش به مقام استادی نائل و در حوزهٔ علمیّه مشغول به تدریس شد. در سال ۱۲۱۲ همراه پدر به عراق رفته و هر دو نفر در درس آقا محمد باقر وحید بهبهانی شرکت نمودند. سپس به ایران (احتمالاً کاشان) بازگشتند. او پس از مدّتی مجدّداً به عراق (نجف و کربلا) بازگشت و پس مدّتی تحصیل، تدریس، تحقیق و تألیف به درجه اجتهاد رسید. امّا به دلیل وفات پدر (۱۲۰۹ ه‍.ق) به زادگاهش کاشان بازگشته و به جای پدرش مسوولیت اداره حوزه علمیه و تدریس در آنجا را به عهده گرفت.
او در عهد فتحعلی شاه قاجار می‌زیست. «دوره قاجاریه از شگفت‌انگیزترین ادوار تاریخ ایران است. دوره‌ای است که قدرت های بزرگ جهان از اقصی نقاط دنیا به علل گوناگون چشم به آن دوخته بودند و ایران مرکزی شده بود که تمام قدرت ها دور آن دایره زده بودند».
به طوری که به دلایلی دولت روسیه دو بار به ایران حمله کرد.
مسجد آقابزرگ که برای نماز، تبلیغ و تدریس ملا مهدی نراقی دوم ساخته شد از زیباترین بناهای اسلامی به‌شمار می‌آید.

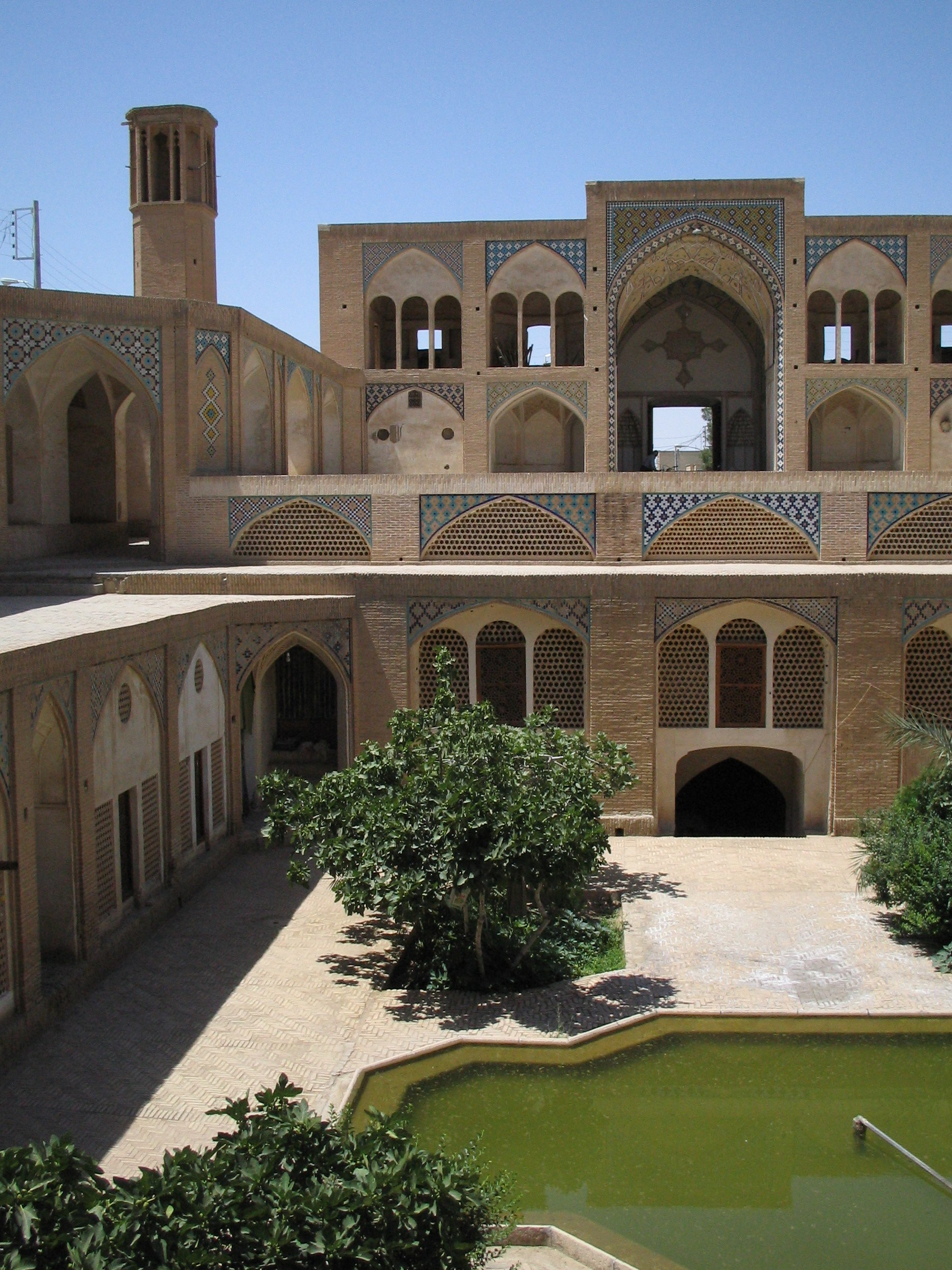
مسجد آقابزرگ.

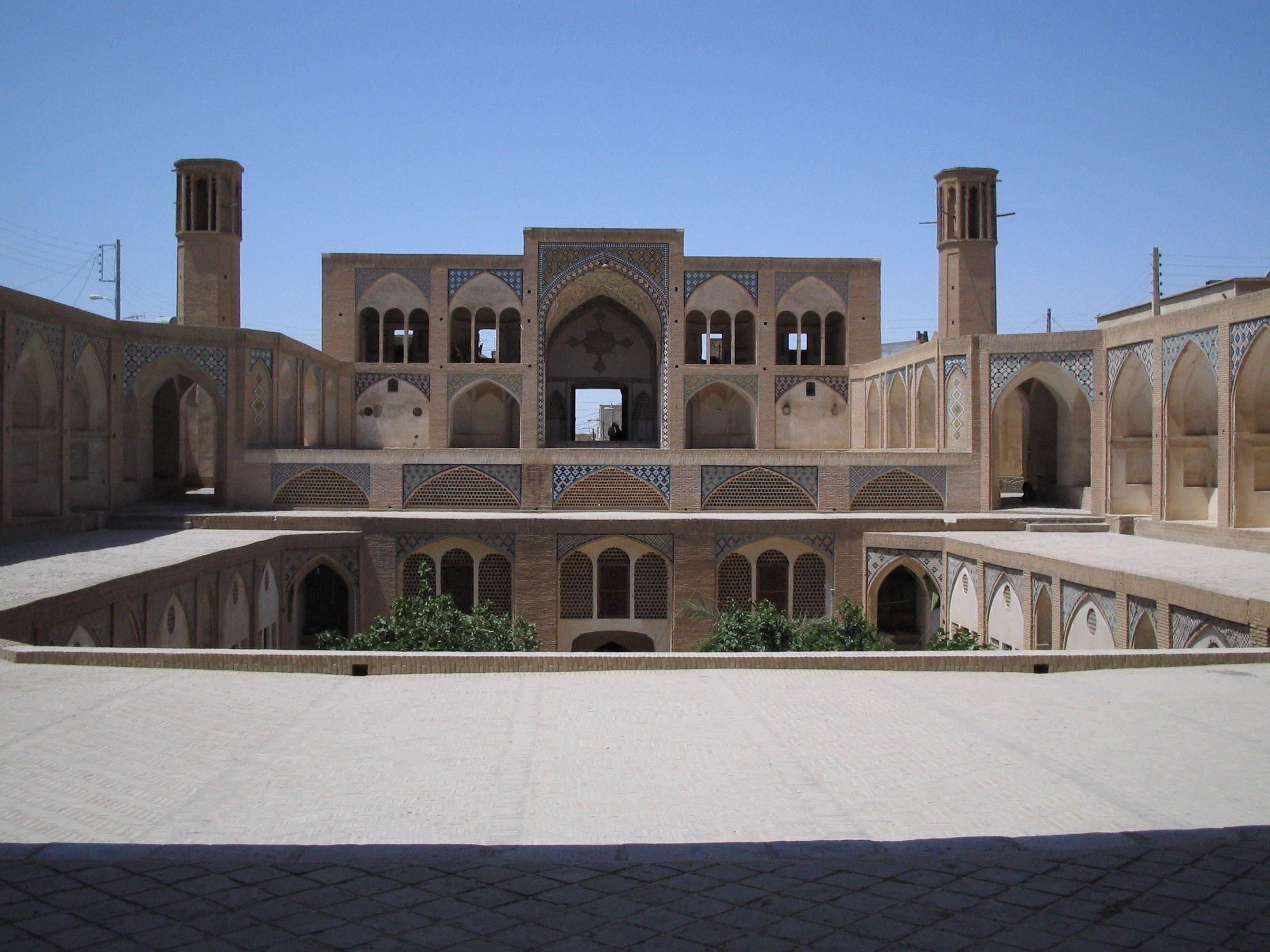
مسجد آقا بزرگ.

### نقش او در جنگ دوم با روسیه
شکست ایران در جنگ‌های اول با روسیه (۱۲۳۰ مطابق با ۱۸۱۵ میلادی) منجر به از دست دادن برخی نواحی شمالی ایران شد که بدرفتاری شدید قوای روس با اهالی این منطقه را در پی داشت. به طوری که در اثر درخواست‌های کمک مکررّ مردم ایران را نیز دچار حسّ خشم و انتقام جویی عمیقی کرد. «اجحافات و رفتار بی‌رویه مأمورین دولت روس که باعث تنفر مردم در ایالات متصرفه گردیده و از همان سال ۱۲۳۰ سکنه این نواحی را تکان داد و بالاخره در سال ۱۲۴۱ مبدل به یک شورش و هیجان عمومی گردید.»
«ظلم و فجایع دولت روسیه علمای مسلمان را در مشاهد متبرکه سخت مضطرب و نگران ساخته بود.»
افکار مردم به حد اعلا ضد روسیه تهییج شده بود. ملت و روحانیون و اغلب زمامداران تقاضای اعلان جنگ ضد دولت روسیه داشتند.
ملا احمد نراقی در جنگ دوم با روسیه تزاری فرمان جهاد را صادر کرد و دسته‌ای از اهالی نیز به سرپرستی ملا احمد نراقی نزد فتحعلی‌شاه آمدند و به تظاهرات پرداختند. قبل از آن نیز در ۵ ذیحجه ۱۲۴۱ (۱۱ ژوئیه ۱۸۲۹) «آقا سید محمد مجتهد» همراه صد تن از روحانیون وارد سلطانیه شده بود.(حتی امپراتوری روس پس از رایزنی های فراوان با حکام ایران و هشدار از عواقب این جنگ، حاضر به بازبینی عهدنامه گلستان و صرف نظر از بخشی از متصرفات خود گردیدند)
در نتیجه فرمان حمله صادر شد و در اثر این حمله که از ذیحجه ۱۲۴۱تا آخر محرم ۱۲۴۲ انجام گرفت تمام نواحی که مطابق «معاهده گلستان» تسلیم روس‌ها شده بود از جانب قوای ایران مجدداً پس گرفته شد. اگرچه این پایان جنگ نبود و امپراتوری تزار شکست سنگینی به ایران تحمیل کرد و ایران مجدداً مجبور به پذیرش عهدنامه ننگین دیگری به نام ترکمنچای گردید.

### درگذشت
او در شهر کاشان به دلیل بیماری وبای عمومی گسترده در کاشان و اطراف آن (از جمله نراق) در اول شب یکشنبه ۲۳ ربیع‌الثانی ۱۲۴۵ در نراق وفات کرد و در نجف، در صحن علی بن ابیطالب، در کنار آرامگاه پدرش تدفین شد. جنازه‌اش پیش از دفن به نجف اشرف منتقل و در جنب صحن آرامگاه حضرت علی در کنار قبر پدرش دفن گردید.
از نوادگان ذکور ملا مهدی نراقی در کاشان می‌توان به استاد حسن نراقی حسن خان نراقی پور قاضی عالی‌رتبه دادگستری، حقوق دانی با بیش از ۵۰ سال سابقه درخشان و دارنده نشان عدالت، رئیس دادگستری شهرستان‌های میانه و گلپایگان و مستشار دیوان عالی کشور و دارنده نشان عدالت و دکتر احسان نراقی جامعه‌شناس برجسته فرزند استاد حسن نراقی، دکتر عباس نراقی فرزند علی شهید نراقی نماینده کاشان در دوره پانزدهم مجلس شورای ملی و رئیس کانون وکلا، استاد محمد نراقی بنیان‌گذار و واقف هنرستان‌های صنعتی نراقی و نساجی شهید علی نراقی و دبستان آقابزرگ در کاشان و هنرستان محمد نراقی در منظریه شمیران تهران، از نوادگان دختری ایشان می‌توان به  حسین امامی کاشانی اشاره کرد که نامبرده یکی از نوابغ دوران خویش بشمار می‌رفته  حسین امامی کاشانی فرزند  میرزاحسام الدین امامی کاشانی و بانو ربابه مهدوی نراقی و نوه  علی نراقی، ایشان سال ۱۳۰۹ شمسی در بیت علم فضیلت در شهر کاشان به دنیا آمد. در زادگاهش، مقدمات و سطوح را آموخت و سپس به قم آمد و در درس‌های  حسین بروجردی شرکت جست و با سوالات و اشکالاتی حکیمانه‌ای که در اثنای درس می‌کرد مورد توجه استاد قرار گرفت بطوریکه ایشان را فاضل من خطاب می‌نمودند و پس از کسب اجازه اجتهاد از بروجردی (ایشان از معدود کسانی هستند که موفق به کسب اجازه از بروجردی شده‌اند) برای افزودن معلومات خویش رهسپار نجف اشرف شده و علی‌رغم اجتهاد در دروس فقه و اصول را نزد سید محسن حکیم و سید محمود شاهرودی و سید ابوالقاسم خویی حاضر شده و کسب فیض نموده و مبانی علمی خود را استوار ساختند و پس از کسب اجازه اجتهاد از ایشان به زادگاه خود کاشان مراجعت نمودند.  امامی کاشانی پس از بازگشت زادگاهش به تدریس و تألیف و اقامه جماعت و راهنمایی مردم پرداخت. از این شخصیت برجسته دینی و مذهبی که بسیاری از مردم کاشان از ایشان تقلید می‌کردند آثاری بر جای مانده که فقه الامامیه در ۳ جلد، اصول الامامیه، رساله در شناخت اعلم، و دراسات الاصول از آن جمله‌اند. معظم‌له سرانجام در آخرین ساعات سال ۱۳۸۰ ش. برابر با ۶ محرم الحرام ۱۴۲۳ ق. در هفتاد و یک سالگی چشم از جهان فروبست و پس از تشییع باشکوه در کاشان و قم، در جوار حرم مطهر معصومه (س) به خاک سپرده شد.

## اوصاف
در اغلب زندگی‌نامه‌ها و متونی که راجع به ملا احمد نوشته می‌شود، او به خاطر این موارد ستوده می‌شود:
- تحصیل علم و تألیفات
  - تألیفات مرحوم نراقی، هم در زمان خودش و هم پس از او مورد عنایت و مراجعه علما بوده؛ مانند سید محمدکاظم یزدی نویسندهٔ «عروه الوثقی» همیشه سه کتاب مهم فقهی در نزدش عزیز و مورد مراجعه بوده که یکی از آن‌ها مستند مرحوم نراقی است.[۱۰]
- تقوا و تحصیل اخلاق وارسته
- هدایت و ارشاد
- نگهداری از طلاب و اداره زندگی آنها

## خانواده
او صاحب چهارپسر بود:
- میرزا نصراله (تاریخ فوت ۱۲۷۱ هجری شمسی) حاج ملا محمدجواد (تاریخ فوت ۱۲۴۰هجری شمسی) «حاج ملا محمد» ملقب به «عبد الصاحب» و معروف به «حجت‌الاسلام». او کتاب‌هایی نوشته و بعضی از آن‌ها نیز چاپ شده. او در حدود هشتاد سالگی در سال ۱۲۹۷ ه‍.ق در کاشان از دنیا رفت.[۱۱]
- «نصیر الدین». او دارای تألیفاتی بوده. از جمله شرحی بر کتاب کافی مرحوم کلینی.[۱۲]

## تخصّص
نراقی در زمینه‌های بسیار گوناگونی مهارت دارد. او یک مجتهد شیعه، نویسنده و شاعر بود که در علوم اسلامی متخصّص بود. خصوصاً: فقه، اصول، حدیث، رجال، معقول و منقول، و اخلاق. امّا با این حال در علوم مختلف دیگری هم تبحّر داشت. از قبیل: ریاضی، نجوم، هندسه، فلسفه، ادیان‌شناسی، ادبیات و شعر و بسیاری از علوم دیگر.

## دیدگاه‌های فقهی

### ولایت فقیه
ملااحمد نراقی در کتاب عوائد الایام ولایت فقیه را از نظر همه فقیهان شیعه بدون اشکال می‌داند و می‌گوید: «ولایت فقیه فی الجمله بین شیعیان اجماعی است و هیچ‌یک از فقها فی الجمله در ولایت فقیه اشکال نکرده‌است.»

## آثار
آثار او دو ویژگی دارد:
1. گوناگونی در زمینه‌های آثار او که نشان دهندهٔ مهارت‌هایش است.
2. اغلب آثارش در تکمیل آثار پدرش یا شرح آن‌ها است. به طوری که به ادعای بسیاری مسبّب شهرت پدرش، را او می‌دانند. به این موضوع در ستون چهارم جدول اشاره شده.[۸]

تعداد دقیق آثار او مشخّص نیست
- بنا بر نسخه‌ای خطّی تألیفات ملا احمد تا سال ۱۲۲۸ هجری قمری یعنی زمان کتابت طاقدیس به ۱۸ جلد می‌رسیده.[۱۴]
- بسیاری مجموع تصنیفات و تألیفات ملا احمد در زمینه‌های گوناگون تا حدود ۲۳ عنوان گفته‌اند.[۸]

امّا تا کنون ۳۴ اثر منتسب به او وجود دارد که فهرست آن‌ها در این قسمت آمده.
البته اجازات او که مرحوم آقابزرگ تهرانی در کتاب «الذریعه» به عنوان کتابی مستقل ذکر کرده در این قیمت نیامده‌اند؛ مثلاً «رسالة الاجازات»، کتابی کوچک ست شامل بیست اجازه از اجازه‌های مرحوم نراقی به شاگردانش و اجازات مشایخش.
| موضوع       | نام کتاب                                                          | شرح | مشخصات چاپ |
| ----------- | ----------------------------------------------------------------- | --- | --- |
|             | وسیلة النجاة                                                      | شامل دو رساله: یکی بزرگ و دیگری کوچک در دو جلد که به در خواست فتحعلیشاه نوشته شده. | |
| علم اخلاق   | کتاب معراج‌السعادة به فارسی برای عموم به درخواست فتح علی شاه قاجار | | مکمل کتاب شریف جامع‌السعادات اثر پدرش به عربی که برای علما نوشته شده                                                                                 |
| فقه         | کتاب «مستند الشیعه فی احکام الشریعه»                              | در زمینهٔ فقه استدلالی در شهر کاشان ده سال قبل از وفاتش (یعنی ۱۲۳۴ هجری قمری) پایان یافته. | مکمل کتاب «معتمد الشیعه» از پدرش |
| فنون مختلف  | الخزائن                                                           | نوعی کشکول است که وی برای به زبان فارسی تألیف نمود. شامل مطالب علمی و ادبی؛ از جمله: در زمینهٔ علمی: فقه، تفسیر، حدیث، تاریخ، لغت، نجوم، هیئت، ریاضی، عرفان، طب، و علوم غریبه (اعداد، جفر، صنعت، کیمیا) در زمینهٔ ادبی: اشعار و غزلیات و حکایات. | مکمل کتاب «مشکلات العلوم» پدرش |
|             | مشکلات العلوم                                                     | این کتاب غیر از مشکلات العلوم پدرش و غیر از کتاب خزائن می‌باشد. | |
| اصول، شرح   | شرحی بر تجرید الاصول                                              | این فقط یک شرح نیست. این کتاب در ۷ جلد نگارش یافته و شامل همه مباحث علم اصول است. | «تجرید الاصول» اثر پدرش بود |
|             | مناهج الاصول                                                      | | |
|             | عین الاصول                                                        | اولین کتابی است که تألیف نموده. | |
|             | مفتاح الاصول.                                                     | | |
| شرح         | اساس الاحکام فی تنقیح عمد مسائل الاصول بالاحکام                   | شرح شرایع الاسلام مرحوم محقق. | |
| شرح         | شرح محصل الهیئة                                                   | | محصل الهیئة اثر پدرش بود |
| شرح         | شرح رساله‌ای در حساب                                               | | متن آن رساله از پدرش است. |
|             | مناسک حج                                                          | | |
|             | اسرار الحج                                                        | | این کتاب در سال ۱۳۳۱ به چاپ رسیده. |
|             | سیف الامة و برهان الملة                                           | یک کشیش انگلیسی مسیحی بنام «هانری مارتین» معروف به «پادری» در ژوئن ۱۸۱۱ میلادی مطابق با ۱۲۲۶ هجری از هند به شیراز آمد و وانمود به پذیرش اسلام کرد و خود را یوسف نامید و در مدارس علوم دینی شیراز به تحصیل علوم پرداخت. او سپس اشکالاتی به در دین اسلام وارد کرده که این کتاب در جواب آنهاست. ملا احمد نراقی برای نوشتن ردیه به شبهات او، ده تن از خاخام‌های کاشان را دعوت کرد و تعدادی از عبارات عهد عتیق و آثار مربوط به مذهب یهود را به فارسی برگرداند. | این کتاب به زبان فارسی ست و دو بار در ایران به چاپ رسیده. فهرست کامل ابتدای آن توسط فرزند مصنف ملا محمد نراقی که در سال ۱۲۹۷ از دنیا رفت نوشته شده. |
|             | الرسائل و المسائل                                                 | در جواب سؤالات، در این کتاب از کتاب‌های پدرش و از کتاب «کشف الغطاء» تألیف استادش مرحوم شیخ جعفر نجفی مطالبی نقل می‌کند. این کتاب در دو جلد است: جلد اول آن مسائلی است که فتح‌علی‌شاه قاجار و دیگران از او سؤال کرده‌اند. جلد دوم در بیان بعضی از مسائل اصولی و حل بعضی از مشکلات است. نگارش آن در سال ۱۲۳۰ بوده. | فارسی است. |
| فقه         | مفتاح الاحکام فی اصول الفقه.                                      | | |
| در اصول فقه | مناهج الاحکام                                                     | شامل ۲ جلد، جلد اول مباحث الفاظ و جلد دوم درادله شرعیه | |
| فقه         | هدایة الشیعه                                                      | رساله‌ای است در فقه | |
| فقه         | تذکرة الاحباب                                                     | | فارسی است. |
|             | عوائد الایام من امهات ادلة الاحکام.                               | شامل ۸۸ عائدة. آخرین آن در مورد ترجمه‌های راویان احادیث است. | امّا حاشیه نویسی‌های کنار آن، نوشتهٔ مرحوم شیخ انصاری ست.                                                                                              |
| احکام       | خلاصة المسائل                                                     | رساله‌ای در مورد مسائل طهارت و نماز. | |
| احکام       | رساله عملیه                                                       | در زمینهٔ عبادات | به زبان فارسی |
| احکام       | رساله‌ای در عبادات.                                                | ظاهراً این کتاب غیر از رساله عملیه‌ای است که ذکر شد. | |
| تفسیر       | کتابی در تفسیر                                                    | | |
|             | اجتماع الامر و النهی                                              | | |
|             | حجیة المظنة                                                       | | |
|             | شرح حدیث جسد المیت و انه لا تبلی الا طینته                        | | |
|             | القضا و الشهادات                                                  | | |
|             | رسالة فی منجزات المریض                                            | | |
|             | جامع المواعظ                                                      | | |
| شعر         | «طاقدیس»                                                          | دیوان مثنویات او شامل قصص و داستان‌های عرفانی و اخلاقی و تربیتی و به سبک مثنوی مولوی | بارها در ایران چاپ شده. هم‌اکنون به همت آقای حسن نراقی به وسیله انتشارات امیر کبیر منتشر می‌شود.                                                      |
| شعر         | دیوان صفایی                                                       | تخلص او صفایی بوده و این دیوان غیر از مثنویات اوست که به طاقدیس معروف است. | |
| هندسه       | حاشیه اکر ثاودوسیوس                                               | «ثاؤدوسیوس» از حکمای ریاضی یونانی است که در قرن اول میلادی می‌زیسته و صاحب تألیفاتی در ریاضی و هندسه‌است. کتاب «الاکر» از تألیفات اوست که در سه مقاله نوشته شده و از بهترین کتب متوسط بین کتاب «اقلیدس» و «مجسطی» محسوب می‌شده که به عربی ترجمه گردیده. | مکمل کتاب اکر اثر ثاؤدویوس یونانی |
|             | الاطعمة و الاشربة                                                 | | فارسی است. |

## استادان[۲۵]
- در کاشان: پدرش حاج ملا مهدی بن ابی‌ذر نراقی. نزد ایشان دوره‌های مقدمات، سطح و خارج را طی کرد. او پدرش را اغلب چنین وصف می‌کند: «من الیه فی جمیع العلوم استنادی».
- در نجف اشرف:
  - آقا محمد باقر وحید بهبهانی (ملا احمد و پدرش با هم در کلاس‌های ایشان شرکت می‌کردند)∗
  - علامه سید محمدمهدی بحرالعلوم (م ۱۲۱۲ ق)
  - شیخ جعفر کاشف الغطا (م ۱۲۲۸ ق)
- در کربلا: میرزا مهدی شهرستانی (م ۱۲۱۶ ق) و وحید بهبهانی
- سید علی طباطبایی، صاحب الریاض (م ۱۲۳۱ق)

## شاگردان
عالمان بسیاری از شاگردان او بوده‌اند و از وی اجازه روایت داشته‌اند. این اجازات متجاوز از بیست مورد است که عیناً به خط وی یا صاحبان آن‌ها نزد یکی از نوادگان ملااحمد نراقی به نام «حسن نراقی» باقی‌مانده‌است.
از جمله بزرگانی که از درس ملااحمد نراقی استفاده کرده‌اند:
- شیخ مرتضی انصاری (خاتم الفقها): او برای کسب دانش به شهرهای مختلف سفر می‌کرد و از حوزه‌های علمیهٔ مختلف بازدید می‌کرد تا این که در کاشان متوقّف شد. پس از ۴ سال شاگردی ملا احمد، وی به شیخ مرتضی جواز اجتهاد مفصلی داد.

رابطهٔ او با شیخ مرتضی انصاری چنان قوی بود که می‌گوید:

«استفاده‌ای که من از این جوان نمودم بیش از استفاده‌هایی بود که او از من برد»
«در مسافرتهای مختلفه زیاده بر پنجاه مجتهد مسلم دیده‌ام که هیچ‌یک از ایشان به مثل شیخ مرتضی نبودند»
- آقا محمدباقر هزار جریبی
- ملا محمدعلی آرانی
- حاج سید محمد شفیع جاپلقی
- ملاغلامرضا آرانی[۲۷]

## مشایخ روایتی[۲۸]
مرحوم نراقی از جماعتی از علماء و بزرگان خصوصاً اساتیدش روایت می‌نماید. از جمله:
1. والد ماجدش مرحوم ملا مهدی بن ابی ذر نراقی
2. علامه سید محمدمهدی بحرالعلوم.
3. میرزا محمدمهدی شهرستانی
4. شیخ جعفر کاشف الغطا.
5. سید علی طباطبایی (صاحب ریاض).

او به واسطه پدرش از این بزرگان نیز روایت می‌کند:
شیخ یوسف بحرانی
ملا رفیع گیلانی
ملا محمد باقر مجلسی

## از دیدگاه دیگران
علامه خوانساری در روضات الجنّات: 
«نراقی دریایی مواج و بحری عجاج بود، در فنون معموله استادی ماهر و در علوم متبوعه استوانه کامل؛ ادیبی سراینده و فقیهی برازنده… نراقی نویسنده‌ای ماهر و مؤلفی ناصح بود که معراج السعاده او جهت خوشبختی مردمان و کشکول او به اسم خزائن مشهور است».
در روایت دیگری از همین کتاب در متنی مشابه:
«... او دریایی مواج، بحری متلاطم، استادی ماهر، استوانه اکابر، ادیبی شاعر، و فقیهی برازنده، از بزرگان دین و عظمای مجتهدین به‌شمار می‌آمد. از دانش پر، و از کودکی صدفی مملو از در بود. نراقی مجتهدی جامع بود و از اکثر علوم، بویژه اصول، فقه، ریاضی و نجوم بهره کامل و کافی داشت».